# Chlorophytina
Chlorophytina, poddivizija zelenih algi (Chlorophyta) opisana 1998. Postoji 6 855 vrsta klasificirano u pet razreda.
1. Chlorodendrophyceae Massjuk 64
2. Chlorophyceae Wille  3 688
3. Pedinophyceae Moestrup  24
4. Trebouxiophyceae Friedl 916
5. Ulvophyceae K.R.Mattox & K.D.Stewart 2 163